# Aeroportul Regional McCook Ben Nelson
Aeroportul Regional McCook Ben Nelson (IATA: MCK, ICAO: KMCK, FAA LID: MCK) este un aeroport din Nebraska, Statele Unite ale Americii ce deservește zona McCook⁠(d). Aeroportul a fost tranzitat în 2019 de 4.246 de pasageri. A fost numit după zona deservită.
Situat la o altitudine de 787 m, aeroportul dispune de 3 piste.

## Infrastructură

### Piste
Aeroportul dispune de 3 piste: 
- pista 04/22 din beton, cu dimensiunile 4.000 picioare × 75 picioare
- pista 12/30 din beton, cu dimensiunile 6.450 picioare × 100 picioare
- pista 17/35 din Iarbă, cu dimensiunile 1.350 picioare × 160 picioare